# 30012 Sohamdaga
30012 Sohamdaga este un asteroid din centura principală de asteroizi.

## Descriere
30012 Sohamdaga este un asteroid din centura principală de asteroizi. A fost descoperit pe 6 februarie 2000 la Socorro, New Mexico, în cadrul proiectului LINEAR. Asteroidul prezintă o orbită caracterizată de o semiaxă mare de 2,33 ua, o excentricitate de 0,14 și o înclinație de 7,2° în raport cu ecliptica.